# Oecomys superans
Oecomys superans är en däggdjursart som beskrevs av Thomas 1911. Oecomys superans ingår i släktet Oecomys och familjen hamsterartade gnagare. IUCN kategoriserar arten globalt som livskraftig. Inga underarter finns listade i Catalogue of Life.
Denna gnagare förekommer i nordvästra Sydamerika från södra Colombia och västra Brasilien till östra Peru. Habitatet utgörs av skogar, buskskogar och trädgårdar. Individerna är aktiva på natten och klättrar i växtligheten.